# 恋の夏
『恋の夏』（こいのなつ）は、1972年9月23日に公開された日本映画。製作は東宝映画。配給は東宝。上映時間は102分。

## 概要
動物学者ピエールと、彼の友人の恋人優子が、言葉と国境の壁を乗り越えて愛を成就する。  

## スタッフ
- 製作：藤本真澄[1]、安武龍[1]
- 監督：恩地日出夫[1]
- 原作：山田信夫
- 脚本：笠原良三
- 撮影：逢沢譲[1]
- 美術：薩谷和夫[1]
- 録音：田中信行[1]
- 照明：森弘充[1]
- 編集：池田美千子[1]
- 助監督：奈良正博[1]
- 製作担当者：森知貴秀[1]
- 音楽：林光[1]

## キャスト
以下の役名と出演者名は東宝に従った。
- ピエール・サンドラ：ルノー・ベルレー
- 矢島優子：小川知子
- 藤田次郎：山本圭
- 橋本節子：野際陽子
- アンドレ・マルタン：ジャン・オリモン
- ナディーヌ・マルタン：カミーユ・ボルケ
- 大野：高原駿雄
- 井上：冷泉公裕
- 飼育係長：川辺久造
- 文芸部員：小林勝也
- 公安二課刑事：飯沼慧
- ユゴー俳優：北村和夫
- エドレル俳優：江守徹

## 同時上映
『初めての愛』
- 脚本：井手俊郎、森谷司郎／監督：森谷司郎／主演：岡田裕介